# یاور تورنگ
یاور تورنگ (زاده ۹ شهریور ۱۳۳۷ در آبادان) تدوین‌گر اهل ایران است.

## فیلم‌شناسی
- آدم باش (۱۳۹۳)
- پایان راه (۱۳۸۵)
- الهه زیگورات (۱۳۸۲)
- گپ (۱۳۸۲)
- اتانازی (۱۳۸۰)
- زیستن (۱۳۸۰)
- شور عشق (۱۳۷۹)
- لژیون (۱۳۷۷)
- ستارگان خاک (۱۳۷۳)
- شانس زندگی (۱۳۷۰)
- نقش عشق (۱۳۶۹)
- مشق شب (۱۳۶۷)